# الرومانية الكاثوليكية في الأوروغواي

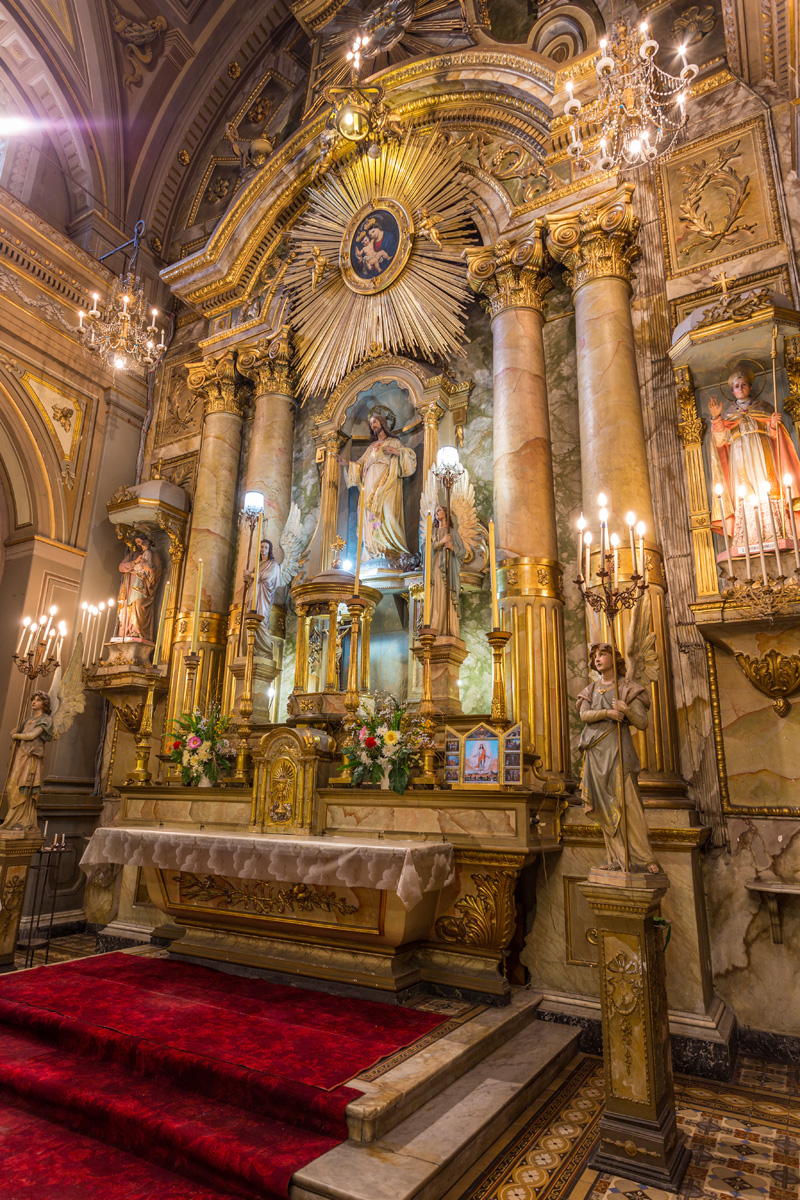
كابيلا دي لا كاريداد ديل التابعة لمستشفى ماسيل الكاثوليكي في مدينة مونتيفيديو.

يعود الحضور الكاثوليكي في أراضي الأوروغواي في أعقاب الإستيطان الأسباني للبلاد في عام 1624. وأصبحت مونتيفيديو أبرشية في عام 1878، بعد أن كانت نيابة رسوليَّة في عام 1830. اتبع المبشرين الكاثوليك نمط جمع الهنود في مجتمعات محليَّة، وتدريبهم في الزراعة، والتربية، والفنون الأخرى، إلى جانب ادخالهم في الإيمان المسيحي. جعل دستور عام 1830 الكاثوليكية دين الدولة وقامت الحكومة بدعم البعثات التبشيريَّة بين السكان الأصليين. وفي عام 1832 تأسست النيابة الرسولية في مونتيفيديو، والتي تمت ترقيتها في عام 1878 من قبل البابا ليون الثالث عشر إلى مقام أبرشية، وفي عام 1897 أصحبت مونتيفيديو مطرانيَّة.
وبينما يعود حضور الكاثوليكية الأول في البلاد إلى البعثات التبشيرية الإسبانية التي أرسلت الكهنة خاصًة من اليسوعيين إلى تحويل السكان الأصليين للكاثوليكية، ولكن الثقل السكاني الكاثوليكي في الأساس يعود إلى الهجرة الكبيرة من الدول الأوروبية إلى الأوروغواي حيث هاجر الملايين إلى البلاد وبشكل خاص من الأصول الإيطاليَّة والإسبانيَّة. وتشمل كذلك أصول أوروبية أخرى كالألمانيَّة، والآيرلنديَّة، والبرتغاليَّة، والفرنسيَّة، والكرواتيَّة والإنكليزيَّة وكان غالبيَّة هؤلاء المهاجرين من خلفية دينية كاثوليكية وحملوا معهم الثقافة الكاثوليكية وتقاليدها إلى الأوروغواي.
في عام 1861 قامت الحكومة بتأميم المقابر في جميع أنحاء البلاد، وكسرت ارتباطاتها بالكنائس. بعد فترة وجيزة، منعت الحكومة الكنائس من الاضطلاع بدور في التعليم العام أو إصدار شهادات الزواج. واستمرت العلمنة في القرن العشرين حيث نصّ دستور جديد عام 1917 على تكريس فصل الدين والكنيسة عن الحياة العامة، وتمت إزالة الإشارات حول الله من القسم البرلماني والديني تم إسقاط الأسماء الدينيَّة من أسماء المدن والقرى. في الوقت الحالي وعلى الرغم من أن غالبية سكان الأوروغواي ليسوا ملتزمين دينيًا، إلا أن أغلبيتهم أعضاء في في الكنيسة الرومانية الكاثوليكية كما ويٌعمد معظم أهالي الأوروغواي أبنائهم في الكنيسة في الكنيسة. في احصائيات أخرى لعام 2006 وجد أن هناك 2.3 مليون كاثوليكي مُعمد أي حوالي 53% من مجموع السكان، ويتوزعون على تسعة أبرشيات أكبرها أبرشية مونتيفيديو؛ وجدت دراسة قامت بها مركز بيو للأبحاث عام 2014 أنَّ حوالي 64% من سكان البلاد تربى على التقاليد الكاثوليكيَّة. كما يوجد في الأوروغواي حضور للكنائس الكاثوليكية الشرقية أبرزها الكنيسة الأرمنية الكاثوليكية والكنيسة المارونية. وتُعد عذراء الثلاثين راعية البلاد. أدى تنصب البابا الحالي من الأرجنتين مع لغة وإيماءات واسعة نشأت في سياسة أمريكا اللاتينية قد أحيى الفكرة القديمة لثقافة أمريكية لاتينية كاثوليكية منفصلة عن الثقافة الأمريكية الأنجلوسكسونية البروتستانتية البيضاء، ساعد هذا في زيادة التعريف الذاتي الكاثوليكي حتى في الأوروغواي.